# (6486) Anitahill
(6486) Anitahill ist ein Asteroid des Hauptgürtels, der von der US-amerikanischen Astronomin Eleanor Helin am 17. März 1991 am Palomar-Observatorium (IAU-Code 675) auf dem Gipfel des Palomar Mountain etwa 80 Kilometer nordöstlich von San Diego in Kalifornien entdeckt wurde.
Der Asteroid wurde am 12. Dezember 2019 nach der US-amerikanischen Juristin, Hochschullehrerin und Frauenrechtlerin Anita Hill (* 1956) benannt, die seit Dezember 2017 die Commission on Sexual Harassment and Advancing Equality in the Workplace (deutsch: Kommission über sexuelle Belästigung und die Verbesserung der Gleichberechtigung am Arbeitsplatz) eine Untersuchung über die Arbeitsverhältnisse in der Unterhaltungsindustrie leitet und 2020 in die American Academy of Arts and Sciences gewählt wurde.